# Soldiers Grove (Wisconsin)
Soldiers Grove es una villa ubicada en el condado de Crawford en el estado estadounidense de Wisconsin. En el Censo de 2010 tenía una población de 592 habitantes y una densidad poblacional de 64,13 personas por km².

## Geografía
Soldiers Grove se encuentra ubicada en las coordenadas 43°23′32″N 90°46′25″O / 43.39222, -90.77361. Según la Oficina del Censo de los Estados Unidos, Soldiers Grove tiene una superficie total de 9.23 km², de la cual 9.23 km² corresponden a tierra firme y (0%) 0 km² es agua.

## Demografía
Según el censo de 2010, había 592 personas residiendo en Soldiers Grove. La densidad de población era de 64,13 hab./km². De los 592 habitantes, Soldiers Grove estaba compuesto por el 99.49% blancos, el 0% eran afroamericanos, el 0.17% eran amerindios, el 0% eran asiáticos, el 0% eran isleños del Pacífico, el 0% eran de otras razas y el 0.34% pertenecían a dos o más razas. Del total de la población el 0.51% eran hispanos o latinos de cualquier raza.